# Wyścigowe Samochodowe Mistrzostwa Polski 1987
Sezon 1987 był trzydziestym pierwszym sezonem Wyścigowych Samochodowych Mistrzostw Polski.
Sezon liczył pięć eliminacji (sześć dla klasy 2), rozgrywanych w Kielcach, Poznaniu (trzy razy), Hawierzowie (tylko dla klasy 2) i Toruniu. Punkty przyznawano według klucza 50-46-43-41-40-39-38-37-36-35 etc., przy czym zawodnikom w końcowej klasyfikacji uwzględniano cztery najlepsze wyniki.

## Kategorie
Samochody były podzielone na następujące grupy według regulaminu FIA:
- Grupa N – samochody turystyczne, których produkcja w ciągu 12 miesięcy przekraczała pięć tysięcy egzemplarzy. Modyfikowanie tych samochodów pod kątem poprawy osiągów było niemal całkowicie zabronione;
- Grupa A – samochody turystyczne, których produkcja w ciągu 12 miesięcy przekraczała pięć tysięcy egzemplarzy. Dozwolony był duży zakres przeróbek pod kątem poprawy osiągów;
- Grupa B – samochody GT, których produkcja w ciągu 12 miesięcy przekraczała dwieście egzemplarzy. Dozwolony był duży zakres przeróbek pod kątem poprawy osiągów;
- Grupa C – samochody sportowe o dwudrzwiowych nadwoziach z silnikami pochodzącymi z pojazdów homologowanych w grupie A lub B;
- Grupa E – samochody wyścigowe formuły wolnej oraz formuł narodowych (Formuła Easter i Formuła Polonia).

Samochody były dodatkowo podzielone na następujące klasy:
- Klasa 1 – wyłącznie samochody Polski Fiat 126p grupy N;
- Klasa 2 – wyłącznie samochody Polski Fiat 126p grupy A;
- Klasa 3 – gr. A, poj. do 700 cm³;
- Klasa 4 – samochody FSO 1600 i Polonez 1600 grupy A oraz samochody grupy A o poj. do 1300 cm³ wyprodukowane w krajach socjalistycznych;
- Klasa 5 – gr. A, B i C, poj. do 2500 cm³ oraz prototypy krajowe, poj. do 2000 cm³;
- Klasa 6 – Formuła Easter;
- Klasa 7 – Formuła Polonia (napędzane silnikami Polskiego Fiata 125p 1,3).

## Zwycięzcy
| Data           | Tor       | Klasa              | Zwycięzca (kierowcy)  | Samochód            | Zwycięzca (zespoły)           |
| -------------- | --------- | ------------------ | --------------------- | ------------------- | ----------------------------- |
| 9–10 maja      | Kielce    | klasa 1            | Krzysztof Federowicz  | Polski Fiat 126p    | BKM Bielsko-Biała             |
| 9–10 maja      | Kielce    | klasa 2            | Piotr Kolasiński      | Polski Fiat 126p    | Automobilklub Wielkopolski    |
| 9–10 maja      | Kielce    | klasa 3            | Tomasz Barański       | Polski Fiat 126p    | Automobilklub Łódzki          |
| 9–10 maja      | Kielce    | klasa 4            | Jerzy Franek          |                     | Automobilklub Kielecki        |
| 9–10 maja      | Kielce    | klasa 5            | Lesław Orski          |                     | Automobilklub Morski          |
| 9–10 maja      | Kielce    | klasa 6            | Jerzy Mazur           | MTX 1-06            | Automobilklub Dolnośląski     |
| 9–10 maja      | Kielce    | klasa 7            | Eugeniusz Zarzycki    | Promot 81           | Autoklub Rzemieślnik Warszawa |
| 22–24 maja     | Poznań    | klasa 1            | Zdzisław Brymora      | Polski Fiat 126p    | Automobilklub Częstochowski   |
| 22–24 maja     | Poznań    | klasa 2            | Wojciech Smorawiński  | Polski Fiat 126p    | Automobilklub Wielkopolski    |
| 22–24 maja     | Poznań    | klasa 3            | Włodzimierz Krukowski |                     | Automobilklub Kielecki        |
| 22–24 maja     | Poznań    | klasa 4            | Henryk Mandera        |                     | Automobilklub Śląski          |
| 22–24 maja     | Poznań    | klasa 5            | Lesław Orski          | Volkswagen Golf GTI | Automobilklub Morski          |
| 22–24 maja     | Poznań    | klasa 6            | Jerzy Mazur           | MTX 1-06            | Automobilklub Dolnośląski     |
| 22–24 maja     | Poznań    | klasa 7            | Eugeniusz Zarzycki    | Promot 81           | Autoklub Rzemieślnik Warszawa |
| 21–22 czerwca  | Hawierzów | klasa 2            | Wojciech Cołoszyński  | Polski Fiat 126p    | Autoklub Rzemieślnik Warszawa |
| 5–6 września   | Toruń     | klasa 1            | Krzysztof Federowicz  | Polski Fiat 126p    | BKM Bielsko-Biała             |
| 5–6 września   | Toruń     | klasa 2            | Piotr Kolasiński      | Polski Fiat 126p    | Automobilklub Wielkopolski    |
| 5–6 września   | Toruń     | klasa 3            | Tomasz Barański       |                     | Automobilklub Łódzki          |
| 5–6 września   | Toruń     | klasa 4            | Jerzy Franek          |                     | Automobilklub Kielecki        |
| 5–6 września   | Toruń     | klasa 5            | Andrzej Mielcarek     | Volkswagen Scirocco | Automobilklub Wielkopolski    |
| 5–6 września   | Toruń     | klasa 6            | Jacek Szmidt          | MTX 1-06            | Automobilklub Toruński        |
| 5–6 września   | Toruń     | klasa 7            | Jarosław Podsiadło    | Promot 82           | Automobilklub Kielecki        |
| 27–28 września | Poznań    | klasa 1 (wyścig 1) | Krzysztof Federowicz  | Polski Fiat 126p    | BKM Bielsko-Biała             |
| 27–28 września | Poznań    | klasa 1 (wyścig 2) | Krzysztof Federowicz  | Polski Fiat 126p    | BKM Bielsko-Biała             |
| 27–28 września | Poznań    | klasa 2 (wyścig 1) | Wojciech Cołoszyński  | Polski Fiat 126p    | Autoklub Rzemieślnik Warszawa |
| 27–28 września | Poznań    | klasa 2 (wyścig 2) | Piotr Kolasiński      | Polski Fiat 126p    | Automobilklub Wielkopolski    |
| 27–28 września | Poznań    | klasa 3 (wyścig 1) | Tomasz Barański       |                     | Automobilklub Łódzki          |
| 27–28 września | Poznań    | klasa 3 (wyścig 2) | Tomasz Barański       |                     | Automobilklub Łódzki          |
| 27–28 września | Poznań    | klasa 4 (wyścig 1) | Josef Studenič        |                     |                               |
| 27–28 września | Poznań    | klasa 4 (wyścig 2) | Oldřich Vaníček       |                     |                               |
| 27–28 września | Poznań    | klasa 5 (wyścig 1) | Oldřich Vaníček       | BMW M3              |                               |
| 27–28 września | Poznań    | klasa 5 (wyścig 2) | Oldřich Vaníček       | BMW M3              |                               |
| 27–28 września | Poznań    | klasa 6 (wyścig 1) | Jacek Szmidt          | MTX 1-06            | Automobilklub Toruński        |
| 27–28 września | Poznań    | klasa 6 (wyścig 2) | Jiří Mičánek          |                     |                               |
| 27–28 września | Poznań    | klasa 7 (wyścig 1) | Eugeniusz Zarzycki    | Promot 81           | Autoklub Rzemieślnik Warszawa |
| 27–28 września | Poznań    | klasa 7 (wyścig 2) | Eugeniusz Kulawik     | Promot              | Automobilklub Śląski          |

## Mistrzowie
| Klasa   | Kierowca             | Samochód            | Zespół                        |
| ------- | -------------------- | ------------------- | ----------------------------- |
| klasa 1 | Krzysztof Federowicz | Polski Fiat 126p    | BKM Bielsko-Biała             |
| klasa 2 | Piotr Kolasiński     | Polski Fiat 126p    | Automobilklub Wielkopolski    |
| klasa 3 | Tomasz Barański      |                     | Automobilklub Łódzki          |
| klasa 4 | Jerzy Franek         |                     | Automobilklub Kielecki        |
| klasa 5 | Lesław Orski         | Volkswagen Golf GTI | Automobilklub Morski          |
| klasa 6 | Jerzy Mazur          | MTX 1-06            | Automobilklub Dolnośląski     |
| klasa 7 | Eugeniusz Zarzycki   | Promot 81           | Autoklub Rzemieślnik Warszawa |